# Françoise Henry (historienne de l'art)
Pour les articles homonymes, voir Françoise Henry.
Françoise Henry (16 juin 1902 - 10 février 1982) est une spécialiste du début de l'art irlandais, une archéologue et une historienne de l'art. Lorsqu'elle est à l'University College Dublin (UCD), elle fonde le département d'histoire de la peinture européenne en 1965, et en est directrice jusqu'à sa retraite en 1974,.

## Biographie
Françoise Henry est née à Paris (32, rue de Turin dans le 8e arrondissement) le 16 juin 1902. Elle grandit dans le Limousin. Elle est la seule enfant de Jeanne Julie Marguerite Henry (née Clément) et René Emile Marie Eugène Camille Henry, avocat à la cour d'appel de Paris, chef de cabinet adjoint du président de la Chambre des députés, professeur à l'École libre des sciences politiques et écrivain. Son père quitte la famille quand Françoise est jeune. Son grand-père, Charles Clément (1821-1887), est un écrivain sur l'art et philosophe, et son influence s'est fait sentir par de visites à sa grand-mère, près de Paris.
Elle fréquente le lycée Molière à Paris de 1914 à 1920, puis est diplômé à la fois de l'École du Louvre, en 1925, et de l'université de Paris. Dans cette dernière, elle assiste à des conférences données par Salomon Reinach, Robert Rey, et Henri Hubert. Elle travaille comme assistante de Hubert au musée des Antiquités nationales, avant de rejoindre son équipe en 1927. L'une de ses thèses est une étude complète des sépultures de la préhistoire en Côte d'Or. À cette époque, Henri Focillon, l'un de ses enseignants, devient son mentor.

## Carrière
Elle vient pour la première fois en Irlande en 1926, alors qu'elle commence une thèse à l'École du Louvre sur la sculpture médiévale irlandaise. À partir de cette visite, elle est inspirée par l'étude des premiers monuments irlandais, en particulier par les hautes croix à Ahenny. Quand elle revient à Paris, Focillon l'encourage à poursuivre son étude des sculptures irlandaises. Elle obtient son doctorat sur ce sujet en 1932. Elle publie La sculpture irlandaise pendant les douze premiers siècles de l'ère chrétienne en 1933, avec une dédicace à Focillon. L'ouvrage est immédiatement reconnu comme la référence principale en la matière. Une bourse de la fédération des femmes universitaires lui permet de voyager et d'étudier. Elle se rend souvent en Irlande, mais aussi en Écosse et dans certaines parties de la Scandinavie. Elle fait partie du nombre croissant de chercheurs en études celtiques, et bénéficie du dynamisme de ce renouveau. À Dublin, elle vit au Trinity Hall.
Elle travaille pour le University College Dublin de 1932 à 1974, avec son premier poste au département français en 1932. Sa première œuvre majeure, Irish art in the early Christian period (l'art irlandais au début de l'ère chrétienne), est publiée en 1940, et porte sur une zone d'étude largement inexplorée depuis Margaret Stokes dans les années 1800. Le livre explore l'art irlandais de l'époque préhistorique jusqu'au douzième siècle, couvrant la sculpture, les manuscrits et la ferronnerie. Dans les années 1960, il est enrichi et mis à jour en trois volumes, publié d'abord en français puis en anglais.
À partir de 1934, Françoise Henry est nommée par donner des conférences dans le cadre de la bourse Purser–Griffith sur l'histoire de la peinture européenne. Elle est transférée au département français à celui d'archéologie en 1948, où elle devient directrice d'études en archéologie et en histoire de la peinture européenne. Elle collabore avec Cecil Curle et Geneviève Marais-Micheli. À l'University College Dublin, elle travaille aux côtés de Eoin Mac Néill, R. A. Stewart Macalister, Gérard Murphy, Sean P. Ó Ríordáin et Rúaidhrí de Valera. Máirín Bean Uí Dhálaigh, Mairín Allen et Frank O'Connor sont des amis proches avec qui elle partage des intérêts mutuels de recherche.
Au cours de la Seconde Guerre mondiale, elle participe à l'évacuation des objets de musées français et de Londres, agissant à titre de secrétaire de la commission pour la préservation des œuvres d'art dans l'Europe occupée. Plus tard dans la guerre, elle travaille dans une usine militaire en Angleterre, avant d'être conductrice d'ambulance en France à partir de 1944. Pour ce travail, elle reçoit la légion d'Honneur en 1947.
À partir de 1946, Françoise Henry reprend son travail de terrain sur l'enregistrement des monuments et les fouilles sur des sites tels que les îles Inishkea et Glendalough. Résultat de son travail, le département d'archéologie dispose d'archives photographiques documentant le début de l'art chrétien irlandais. Ses œuvres les plus connues, notamment du grand public, sont Early Christian Irish art (1954), Irish high crosses (1964) et Book of Kells (1974). Lors de son départ à la retraite de l'UCD en 1974, un numéro spécial de Studies lui est consacré. En plus de ses travaux archéologiques, elle est également impliquée dans l'art contemporain. Elle organise une grande rétrospective de l'œuvre de Mainie Jellett en 1962, et conseille un certain nombre d'institutions, siégeant au conseil des amis des institutions nationales et au conseil des gardiens de la Galerie nationale d'Irlande à partir de 1962.
Françoise Henry est l'une des quatre premières femmes à devenir membres de l'Académie royale d'Irlande (RIA) en 1949. Elle reçoit un doctorat honorifique de l'Université de Dublin, en 1963, et de l'Université nationale d'Irlande. Après sa retraite, elle continue de partager son temps entre l'Irlande et la France. Elle meurt à Auxerre le 10 février 1982.

## Distinctions
- 1947 : chevalier de la Légion d'honneur
- 1949 : membre de l'Académie royale d'Irlande
- 1963 : docteur honoris causa de l'université de Dublin et de l'université nationale d'Irlande

## Postérité
Les archives de Françoise Henry sont déposées à la Royal Irish Academy, les archives de l'UCD, et une partie en collection privée. Un buste de  Françoise Henry a été sculpté en grès de Cashel par Domhnall Ó Murchadha en 1982. Une salle de lecture de l'École d'histoire de l'art et de politique culturelle de l'UCD est nommée en son honneur. Celle-ci abrite une bibliothèque spécialisée en histoire de l'art.
Françoise Henry était parmi un groupe d'éminents érudits irlandais auxquels un hommage est rendu dans le cadre de la Royal Irish Academy, dans le cadre d'une exposition intitulée Women on Walls.